# Lebermetastase

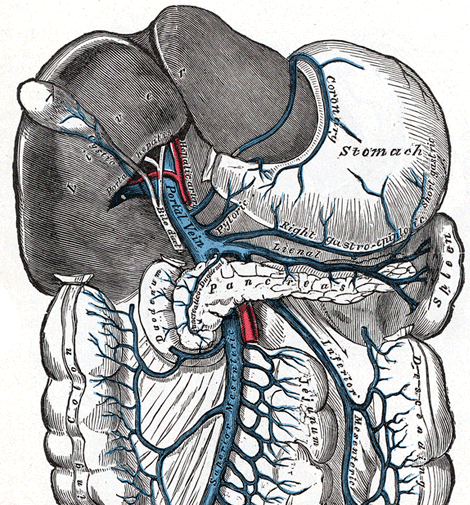
Die Pfortader, Zugangsweg für Tumorzellverschleppung aus dem Magendarmtrakt

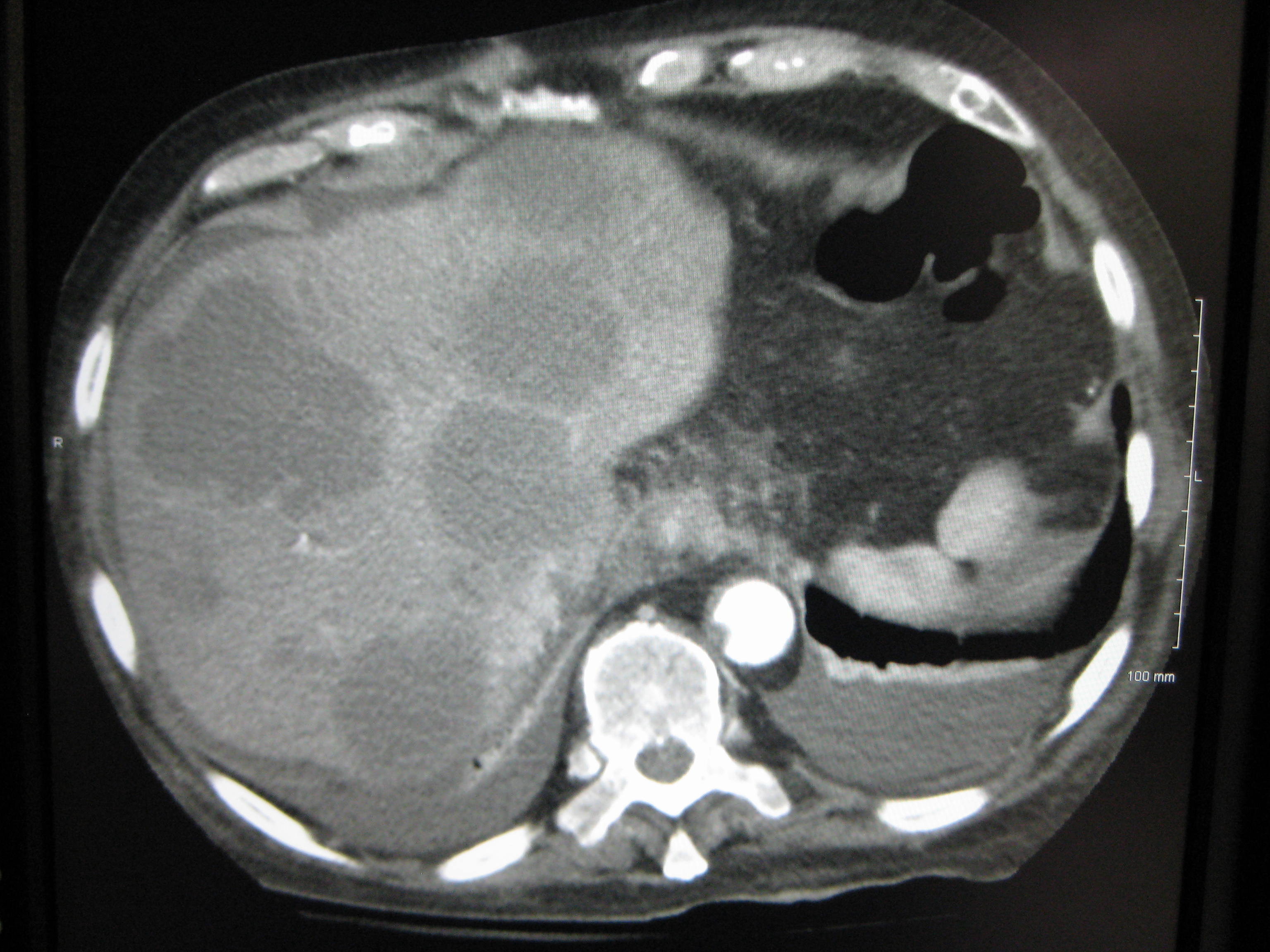
Mehrere Lebermetastasen in einer CT-Aufnahme des Bauchraumes

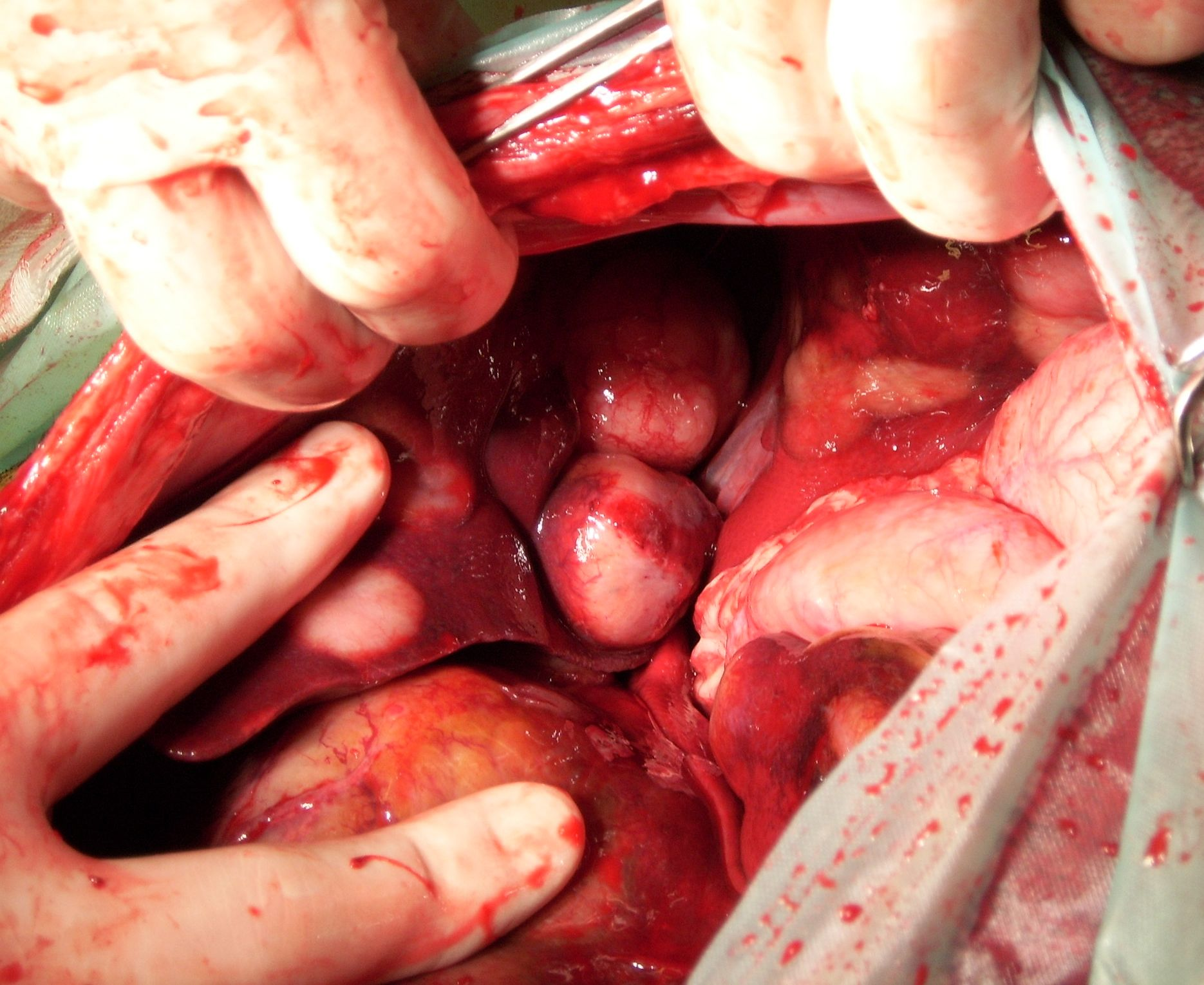
Lebermetastasen, OP-Situs

Eine Lebermetastase oder Leberfilia ist eine bösartige Tumorabsiedlung (Metastase, Tochtergeschwulst) in der Leber.
Bei einer Lebermetastase handelt es sich nicht um einen Tumor, der aus den Leberzellen selbst entsteht, sondern es sind Tumorzellverbände anderer Gewebe, die in der Leber hängen bleiben und dort weiterwachsen. Da die Leber durch ihre Kapillargefäße einen Blutfilter darstellt, ist sie relativ häufig von Metastasen betroffen.

## Symptomatik
Lebermetastasen machen anfangs keine oder nur geringe Beschwerden. Bei ausgedehntem, zunehmendem Leberbefall können sie zu einem Aszites, einem Aufstau der Gallenwege und zu einem Leberversagen führen.

## Verteilung
Meist finden sich bei genauem Suchen mehrere Metastasen. Einzelmetastasen sind eher selten. Sie lassen sich mittels Ultraschall, CT und MRT darstellen.

## Ursprungsorgane
Insbesondere die Tumoren des Pfortadersystems wie zum Beispiel der Magenkrebs, der Bauchspeicheldrüsenkrebs und der Darmkrebs metastasieren oft als Erstes in die Leber, aber auch bei anderen Tumoren – zum Beispiel bei Lungenkrebs – lassen sich oft Lebermetastasen nachweisen. Beim Brustkrebs treten Lebermetastasen eher selten und meist spät im Krankheitsverlauf auf.

## Behandlung

### Ablative Therapie
Mittels Hochfrequenzwellen, Vereisung (Kryotherapie), Thermoablation oder Elektrochemotherapie können Lebermetastasen abladiert werden. Dies ist sowohl durch die Haut als interventionell-radiologisches Verfahren als auch während einer chirurgischen Baucheröffnung möglich.

### Operative Entfernung
Je nach Primärtumor kann versucht werden, Lebermetastasen operativ zu entfernen. Soweit der Primärtumor ebenfalls onkologisch entfernt wird, ist die Operation die einzige Möglichkeit eine Heilung zu erreichen.

### Radiochirurgie
Mit der Radiochirurgie steht in einigen Zentren ein alternatives Verfahren zur Verfügung, mit dem auch ansonsten inoperable Tumoren behandelt werden können.

### Chemotherapie
Das Ziel der Chemotherapie ist es, eine Tumorverkleinerung hervorzurufen im Rahmen anderer Therapien oder das Tumorwachstum zu verlangsamen.